# إزالة البوش
إزالة البوش (بالإنجليزية: Desizing)‏ هي عملية إزالة مواد التبويش من على خيوط السدى بعد نسجها إلى قماش.
قبل البدأ بعملیة إزالة البوش یجب أن نعرف نوع البوش المستخدم، فلكل نوع من البوش تركيب كيميائي محدد یمكن إزالته بطریقة محددة.

## أنواع البوش
- مواد تبویش من مواد طبیعیة:

1. النشا ومشتقاته، منتجات النشا المعدل كيميائيًا.
2. مشتقات السلیولوز: كربوكسي ميثيل السليولوز CMC، ميثيل السليولوز، أوكسي إیثیل السليولوز
3. مواد تبویش بروتینیة المصدر: غراء، جيلاتين، الألبومين

- مواد تبویش اصطناعیة:

1. متعدد الأكریلات
2. متعدد الإستر معدل
3. كحول متعدد الفاينيل
4. مبلمر مشترك من الستیرول / حمض الماليك.

## طرق إزالة البوش
1. معالجة حرارية -حرق- للبوش الموجود على الأقمشة المصنعة من ألياف الزجاج.
2. عملية أكسدة لإزالة البوش باستخدام فوق كبريتات الصوديوم أو بروميت الصوديوم.
3. معالجة بالاحماض.
4. معالجة بالإنزيمات.
5. إزالة البوش المنحل في الماء بالغسل.

### إزالة البوش بالأكسدة
تضاءل استخدام الأكسدة لإزالة البوش بعد انتشار المعالجة بالإنزيمات، فلا يمكن تجنب إلحاق الضرر بالألياف عند المعالجة بالأكسدة. ويستخدم بروميت الصوديوم أو فوق كبريتات الأمونيوم أو فوق كبريتات الصوديوم أو البوتاسيوم، عند باهاء 9-10، بوسط بارد. يمكن لبروميت الصوديوم أن يحلل النشا في عشر دقائق دون مهاجمة السليولوز. يجب الانتباه إلى أن نواتج التحلل غير منحلة في الماء لذلك يجب معالجة النسيج بمحلول قلوي من أجل إزالة البوش تمامًا أو تزال النواتج في عملية الغلي القلوي اللاحقة.

### إزالة البوش بالأحماض[1]
يمكن للاحماض المعدنية أن تحلمه النشا بمهاجمتها للروابط الغليكوسيدية. يخفض التحلمه الحمضي من الوزن الجزيئي للنشا، ويرجع النشا إلى غليكوز. ويمكن استخدام حمض الكبريت وحمض كلور الماء. المشكلة الأساسية هي في تحلمه ألياف السليولوز أيضًا، مما أدى إلى إيقاف استخدام هذه الطريقة. وإحدى مزايا هذه الطريقة أنه يمكن إزالة الشوارد المعدنية من ألياف القطن بسهولة أكبر، فالأملاح غير المنحلة ستنحل في الاحماض مسهّلة بذلك إزالة شوارد الحديد.

### إزالة البوش بالإنزيم
وهي الطريقة الأكثر انتشارًا وهي الأفضل لأنها لا تؤدي إلى تحلل السليولوز. ولأن البنى الكيميائية للسلیولوز والنشا متقاربة جدًا، فإنه من الصعب جدًا مهاجمة جزیئات إحداها كيميائيًا دون الإضرار بجزیئات الأخرى. ومبدأ هذه المعالجة هو تحویل النشا إلى سكاكر بسیطة منحلة في الماء. ویقوم إنزيم الأميلاز بتفكیك النشا إلى مالتوز، وهو سكر ثنائي منحل في الماء، ویقوم بعدها المالتاز بتحویل المالتوز إلى غليكوز، وهو سكر بسیط. إذن، نزیل البوش بالطریقة الأنزیمیة، وهذه الأنزیمات تسمى الأمیلاز وهي تستطیع حلمهة النشا دون مهاجمة السلیولوز.
تجرى عملیة إزالة البوش عملیًا بغمر القماش الخام في محلول من الأنزیمات بالإضافة إلى عوامل تبلیل متوافقة مع الأنزیمات، عند درجة حرارة 60 م، عند باهاء 6، ویحتفظ بالقماش
لفترة تمتد من ساعتین حتى 20 ساعة، ثم یزال النشا المتحلل بغسله بالماء المغلي. یخزن القماش بعد لفه مغلفًا بطبقة بلاستیكیة من أجل تجنب التبخر. ويمكن استخدام المعالجة المستمرة باستخدام أنزيم أميلاز HT الذي يقاوم درجات الحرارة العالية (أكبر من 120 م) عند باهاء 9-10. وفترة العملية قصيرة لمدة 30 ثانية إلى دقيقتين.